# Steinsalzbergwerk Wilhelmsglück

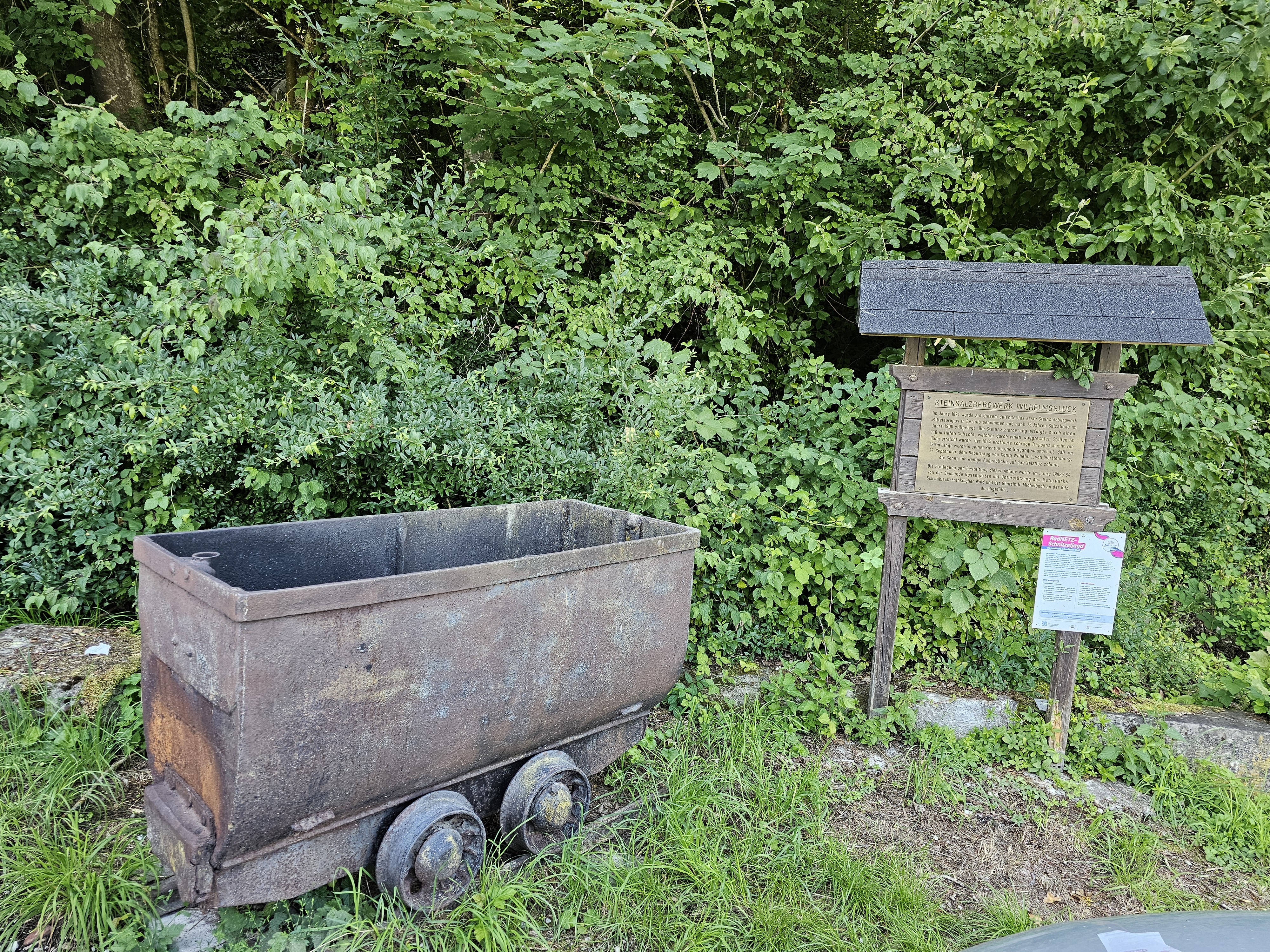
Infotafel und Lore am Salzbergwerk Wilhelmsglück

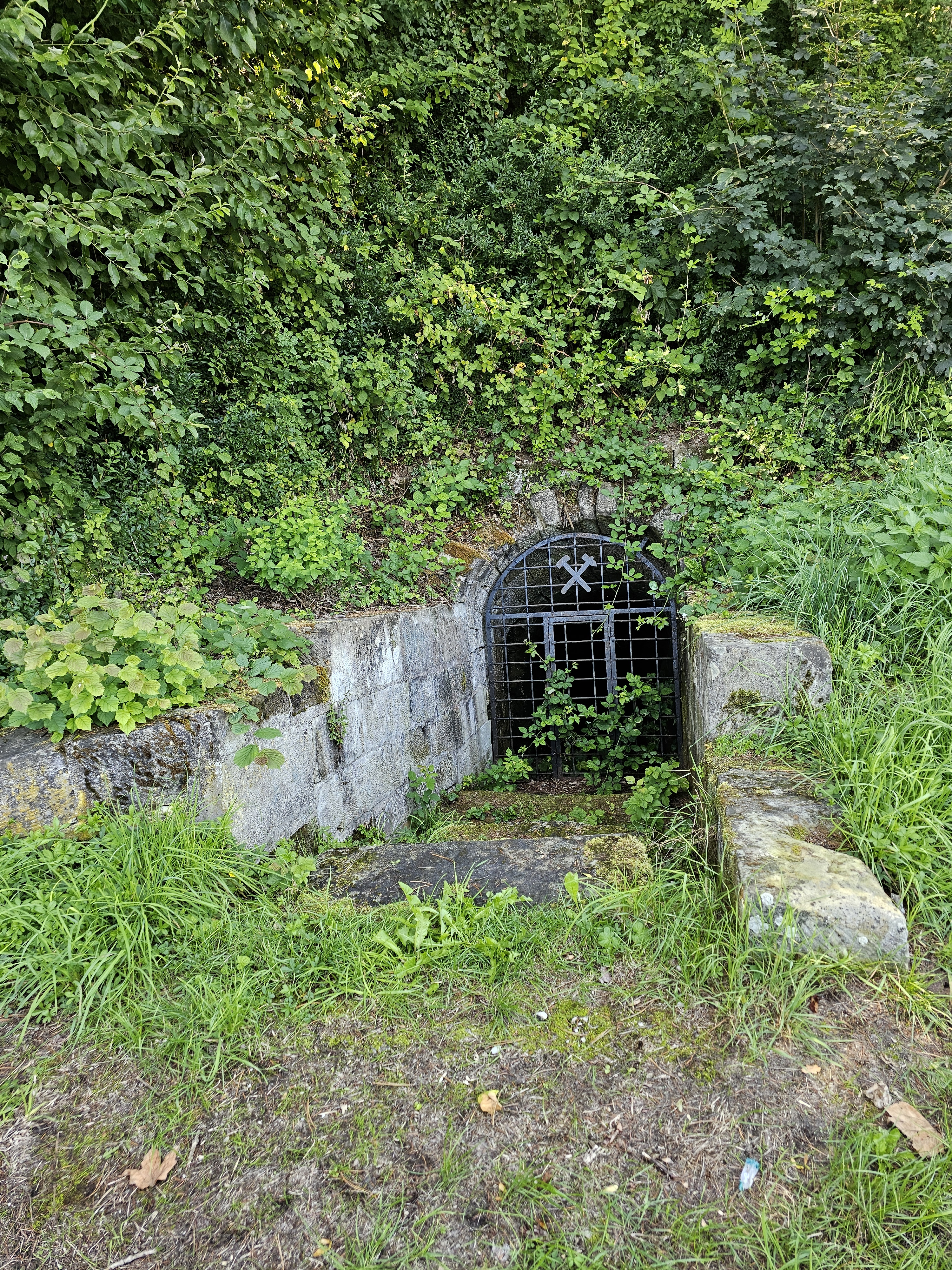
Grubeneingang Wilhelmsglück

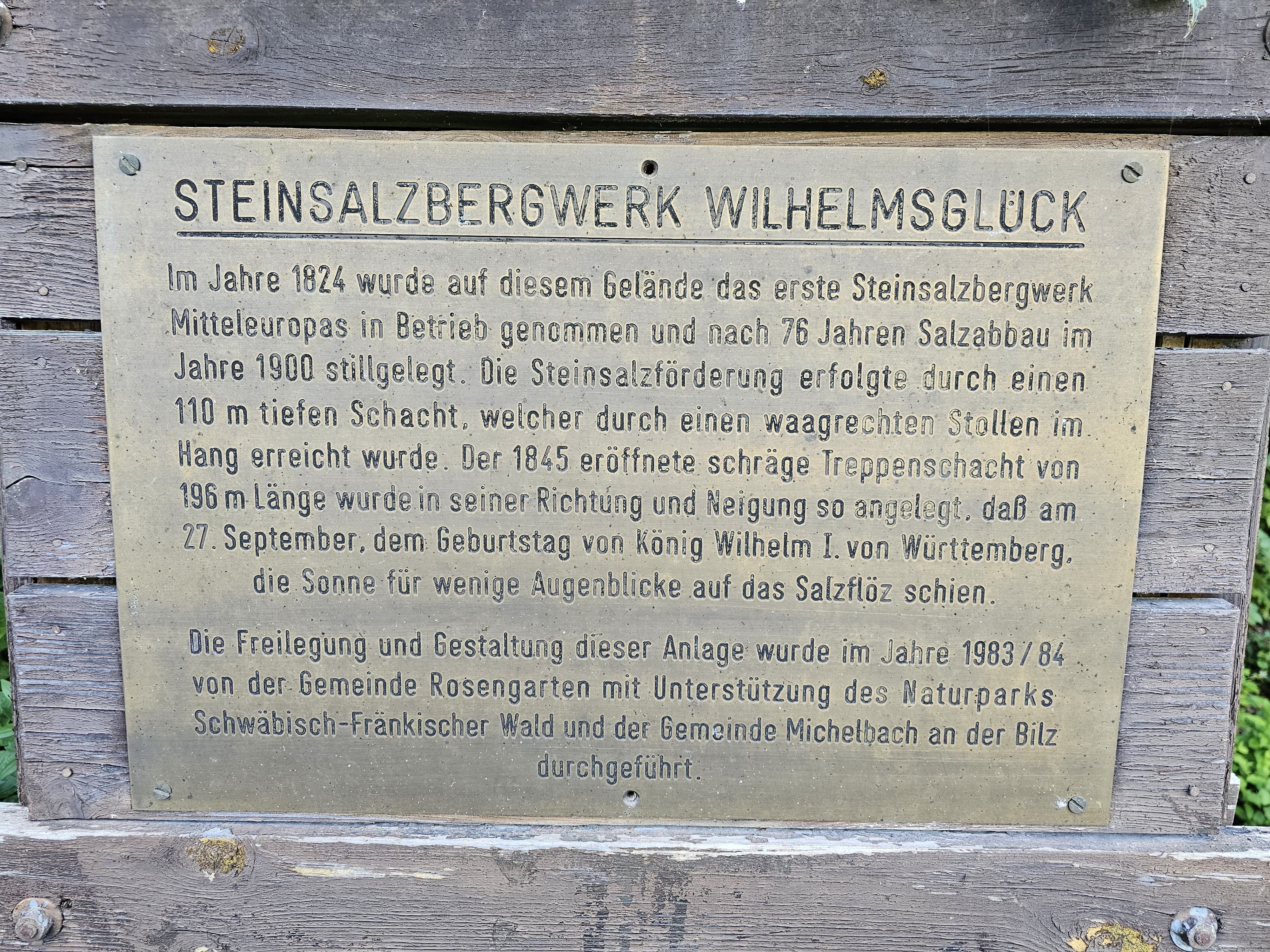
Infotafel

Das königlich-württembergische Steinsalzbergwerk Wilhelmsglück war ein Steinsalzbergwerk auf dem Gebiet der heutigen Gemeinde Rosengarten bei Schwäbisch Hall und wurde 1824 erschlossen. Benannt wurde das Bergwerk zu Ehren von König Wilhelm I. von Württemberg.
Im Jahr 1824 wurde auf diesem Gelände das erste Steinsalzbergwerk Mitteleuropas in Betrieb genommen und nach 76 Jahren Salzabbau im Jahr 1900 stillgelegt. Die Steinsalzförderung erfolgte durch einen 110 Meter tiefen Schacht, welcher durch einen waagerechten Stollen im Hang errichtet wurde. Der 1845 eröffnete schräge Treppenschacht von 196 m Länge wurde in seiner Richtung und Neigung so angelegt, dass am 27. September, dem Geburtstag von König Wilhelm I., die Sonne für wenige Augenblicke auf das Salzflöz schien. 
Die Freilegung und Gestaltung dieser Anlage wurde im Jahr 1983/84 von der Gemeinde Rosengarten mit Unterstützung des Naturparks Schwäbisch-Fränkischer Wald und der Gemeinde Michelbach an der Bilz durchgeführt.

## Chronik

### Vorgeschichte
In Deutschland wurde Anfang des 19. Jahrhunderts Salz in Salinen gewonnen, bei denen die aus natürlichen Quellen austretende Sole zu Speisesalz weiterverarbeitet wurde. Diese Methode war trotz hoher Unterhaltungskosten sehr ergiebig, weshalb König Wilhelm I. immer wieder Bohrungen nach weiteren Solequellen anordnete. Am 1. September 1815 wurde nach erfolgreichen Bohrversuchen in Jagstfeld eine zuverlässige Solequelle in Betrieb genommen. Ein halbes Jahr später wurden in 142 m Tiefe die ersten Stücke von reinem Steinsalz gefunden, und das Werk wurde ausgebaut. Zum Gedenken an seinen Vater Friedrich nannte König Wilhelm das Werk Friedrichshall. Vom Erfolg in Jagstfeld angespornt und mit dem Ziel, in Deutschland Steinsalzlager systematisch abzubauen, wurden im Königreich Württemberg weitere Bohrungen nach Steinsalzlagern vorgenommen. Wie sich dann im Mai 1819 ergab, waren diese auch nötig gewesen, denn in Friedrichshall waren Wasserzuflüsse aufgetreten, die den bergmännischen Salzabbau vorerst unmöglich machten.
Nach einigen erfolglosen Versuchen in und um Hall (heute Schwäbisch Hall) wurden 1822 nahe Uttenhofen bei Hall Bohrungen vorgenommen, welche sich alsbald als erfolgreich erwiesen, als man in ca. 100 m Tiefe ein Salzflöz von 6 m Dicke entdeckte. Ab 1824 konnte das Wilhelmsglück genannte Bergwerk in Betrieb genommen werden.

### Bergarbeit
Die Arbeit im Bergwerk war körperlich anstrengend, die Bergleute kamen täglich mit Gefahrstoffen wie Salpeter in Berührung und sahen von ihrer Arbeit auch nicht besonders viel, die einzige Beleuchtung, die sie hatten, war eine Grubenlampe, eine dürftige Öllampe, deren Unterhalt sie auch noch selbst finanzieren mussten, was sich bei einem Schichtlohn von 1,40 bis 1,60 Mark mit 10 bis 15 Pf. pro Arbeiter beträchtlich auf den Geldbeutel auswirkte.
Trotz der schlechten Arbeitsbedingungen wuchs die Arbeiterzahl; 1847 waren 94 Arbeiter beschäftigt, in der Blütezeit Wilhelmsglücks Ende der 1850er Jahre arbeiteten 150 Männer im Bergwerk. Zu dieser Zeit waren zudem noch 500 Leute wie zum Beispiel Weber, Fuhrleute und Kübler als Zulieferer oder Dienstleister von Wilhelmsglück abhängig. Danach ging es allerdings mit der Arbeiterzahl stetig bergab.

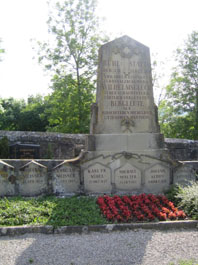
Denkmal für die Opfer des Unglücks auf dem Westheimer Friedhof

### Explosionsunglück
1879 kam es dann zu einem verhängnisvollen und einschneidenden Ereignis in der Geschichte Wilhelmsglücks. Am Morgen des 15. Dezembers sammelten sich die damals ungefähr 80 Arbeiter zum allmorgendlichen Beten, Umziehen und Aufwärmen in der sogenannten „Schachtstube“. Aufgrund der Kälte war der Ofen stark angeheizt, und kurz nachdem schon einige Bergarbeiter den Raum verlassen hatten, um ihre Schicht anzutreten, schlug eine Stichflamme in die Höhe, die später 21 Menschen das Leben kosten sollte: Die in Panik geratenen Arbeiter stürmten auf die Tür zu, keiner von ihnen hatte in der Hektik bedacht, das sich diese nur nach innen öffnen ließ. Den hinzueilenden Helfern bot sich nach Öffnen der Tür ein schrecklicher Anblick: Sie fanden 10 fast vollständig verbrannte Leichen und 14 Schwerverletzte, von denen 11 später ihren Verletzungen erlagen. Der an sich harmlose Brand war schnell gelöscht, doch nun stellte sich die Frage, warum ein harmloser Brand 26 Menschenleben forderte.
Die Erklärung dafür war der trotz ausdrücklichen Verbots in der Schachtstube gelagerte Sprengstoff, der in Berührung mit Feuer explodiert. Wie es dazu kam, ist bis heute ungeklärt. Es gibt jedoch zwei von Überlebenden stammende Erklärungen dafür: Die erste besagt, einer der Bergarbeiter hätte einem Kameraden beim Öffnen seines Pulverkistchens geleuchtet, und gerade als man diesen noch zur Vorsicht mahnte, stach auch schon die Stichflamme hervor. Die zweite, jedoch später widerrufene Theorie besagt, ein Arbeiter hätte sein Sprengstoffsäckchen auf dem glühend heißen Ofen abgelegt, welches daraufhin Feuer fing und explodierte.
Die Not der ohnehin armen Bergarbeiterfamilien war groß. 13 Frauen hatten ihren Mann verloren, 48 Kinder ihren Vater. Eine Frau hatte ihren Mann sowie ihre einzigen beiden Söhne verloren. Im ganzen Land starteten nach Bekanntwerden der Katastrophe Hilfskomitees mit Annahmestellen für Sach- und Geldspenden. Insgesamt wurden über 56.000 Mark für die Hinterbliebenen gesammelt. Gespendet wurde unter anderem auch von Königin Olga von Württemberg. Die Toten wurden auf dem Westheimer Friedhof beigesetzt, wo ihnen auch ein Denkmal gesetzt wurde.

### Ende des Bergwerks
Nach dem Unglück wurde die Lage für das Bergwerk Wilhelmsglück zusätzlich schwierig, da in Jagstfeld erneut Bohrungen vorgenommen wurden und die Produktion in Friedrichshall erneut aufgenommen wurde. Die verunglückten Arbeiter wurden nicht ersetzt, so dass 1888 nur noch 52 Männer im Bergwerk arbeiteten. Das 1859 in Betrieb genommene Bergwerk Friedrichshall nahm Wilhelmsglück praktisch die Arbeit, da es am schiffbaren Neckar lag, wo die Arbeit aus wirtschaftlichen Gründen somit viel produktiver war. 1895 arbeiteten schließlich noch 18 Leute in Wilhelmsglück, im Dezember 1899 wurde die Salzgewinnung eingestellt, die Förderung des Salzes am 17. Januar 1900. Die Schließung des Steinsalzbergwerkes Wilhelmsglück erfolgte am 1. Februar 1900.
Das Offenhalten zu Besichtigungszwecken war nicht möglich, da die Pfeilerbauweise des Bergwerks teilweise nicht mehr sehr standhaft war. Die Gebäude wurden größtenteils abgerissen und die Schächte geflutet. An das Bergwerk erinnert heute nur noch das Mundloch, das Grab der Opfer des Unglücks auf dem Westheimer Friedhof und der kleine Weiler Wilhelmsglück, der trotz Schließung des Bergwerkes und Abriss der meisten Gebäude fortbesteht.

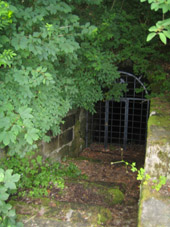
Das 1985 freigelegte Mundloch

### Freilegung 1944
Im Auftrag der deutschen Wehrmacht wurde im Frühjahr 1944 mit der Freilegung und Wiederinbetriebnahme des Bergwerks begonnen, vermutlich für die Einlagerung oder eventuell auch Produktion von Wehrmachtsgütern. Zeitzeugen halfen bei der Lokalisierung des inzwischen eingewachsenen Schrägschachtes, mit Hilfe russischer Zwangsarbeiter begann die Freilegung. Mithilfe starker Pumpen wurde das Wasser, mit dem der Schacht seit 1900 vollgelaufen war, über die Wiese in den Kocher abgeleitet. Im Herbst 1944 kam es dann zu einem zum Glück glimpflich verlaufenen Zwischenfall, als ca. 200 m vom Bergwerk entfernt eine Fliegerbombe explodierte. Es wurde niemand verletzt, doch die Anwohner wurden noch mehr verunsichert. Nach weiteren Wiederinbetriebnahmearbeiten im Bergwerk wurden die Arbeiten im Januar 1945 abgebrochen, die Schächte liefen wieder voll und das Gelände verwilderte.
Erst 1985 wurde das Mundloch erneut vom Bewuchs befreit, renoviert und mit einem Eisengitter versehen. Dieses Bild zeigt sich auch noch heute, seither wurden dort keine Arbeiten mehr unternommen.

## Schächte
Die Tagesöffnungen des Salzbergwerkes Wilhelmsglück umfassten anfangs drei Schächte:
- Fahrschacht: Er diente den Bergarbeitern zum Ein- und Ausstieg. Eine lange Leiter führte die Arbeiter in die Tiefen des Bergwerks.
- Pumpenschacht: Durch den Pumpenschacht ließ man Süßwasser über das Salz laufen, da das Salz teilweise aufgelöst wurde. Dabei entstanden Bohrlöcher für die Sprengarbeiten. Das Salzwasser wurde wieder durch denselben Schacht nach oben gepumpt.
- Förderschacht: In zwei Gefäßen wurde das Steinsalz mit einer Art Flaschenzug ans Tageslicht transportiert.

Später errichtete man noch den Treppenschacht. Neben einer Treppe darin zum Heraufsteigen aus dem Bergwerk gab es in ihm auch eine Rutsche, die das Einsteigen für die Bergarbeiter schneller und bequemer, gleichzeitig aber auch gefährlicher machte. Das Salz wurde zu dieser Zeit nun in Salzwagen heraustransportiert. Der neue Schacht war so gebaut, dass am Geburtstag Wilhelms um 9:30 Uhr die Sonne durch den Schacht bis auf das Salzflöz hinabschien.

## Gebäude
Um den Schacht gab es sieben Betriebsgebäude: Ein Beamtenhaus, wo die Verwaltung des Bergwerks untergebracht war; das Schachthaus, in dem die Sprengkörper zusammengesetzt wurden und in dem sich 1879 das Explosionsunglück zutrug; im Solereservoir wurde die Salzlösung aufbewahrt; die Werkzeuge der Arbeiter wurden in der Bergschmiede hergestellt. Außerdem gab es ein Laborantenhaus, ein Magazin und ein großes Göpelhaus (Förderanlage).
Daneben gibt es noch heute das Gebäude des ehemaligen Bahnhofes (jetzt Ausweichanschlussstelle) an der Bahnstrecke Waiblingen–Schwäbisch Hall-Hessental über dem rechten Talhang des Kochers. Erhalten geblieben ist auch der Kochersteg Wilhelmsglück, 1879 für die Arbeiter errichtet, die von der rechten Kocherseite kamen.

## Abbautechnik
Für den Abbau nutzte man das Verfahren des Pfeilerbaus. Man begann mit der 4 m breiten und 120 m langen Hauptstrecke. Danach wurde am Anfang und am Ende derselben je ein 4 m breites und 120 m langes Flügelort senkrecht dazu vorgetrieben. Die Enden der beiden Flügelörter wurden durch ein 4 m breites Querort verbunden, welches nun wieder parallel zur Hauptstrecke verlief. In dem so entstandenen Stollenquadrat wurden im Abstand von 4 m parallel zu den beiden ersten Flügelörtern weitere Flügelörter mit der Breite von 4 m bis zum Querort gegraben. Daraufhin wurden parallel zur Hauptstrecke weitere 4 m breite Querörter gezogen, ebenfalls im Abstand von 4 m, welche die inneren Flügelörter querten. So blieben 4 m × 4 m breite Gesteinssäulen stehen, auf einem Viertel der Gesamtgrundfläche des Bergwerks, die es gegen Einsturz sicherten. Auf den restlichen drei Vierteln der Grundfläche konnte damit ohne Gefahr abgebaut werden. Weil die Säulen mehr Sicherheit als nötig boten, wurden die Örter in den 1860er Jahren auf 6 m verbreitert.
Nachdem die erste Ebene in Höhe von ca. 2 m ausgebeutet war, wurde von meist je einem Bergarbeiter das Ort schräg nach unten weitergegraben.
Ein großer Teil der Arbeit bestand darin, die Bohrlöcher für die Sprengungen vorzubereiten. Die Arbeiter schlugen mit einem Handfäustel genannten Hammer auf einen Meißelbohrer, mit dem die Bohrlöcher eingetrieben wurden. Aus diesen entfernte man mit dem einem Löffel ähnelnden Krätzer das vom Bohrer zertrümmerte Gestein. War das Bohrloch tief genug und frei, drückte man mit einem Stampfer das Pulver hinein. Mit einer sogenannten Raumnadel stach man ein Loch in die Pulverladung, in das der Zünder eingesteckt wurde, ein mit Pulverbrei bestrichenes, zusammengerolltes Papier mit einem herausragenden Schwefelfaden.
Die Keilhaue diente zum Vorhauen der Bohrlöcher und später zum Beseitigen von Unebenheiten. Für schwerere Arbeiten benutzte man auch Treibfäustel, die 6–8 Pfund wogen.

## Schriftstellerische Würdigung
Die Schriftstellerin Petra Durst-Benning schreibt in einer Anmerkung am Anfang ihres Buches Die Salzbaronin, dass sie durch die Geschichte des Salzbergwerks Wilhelmsglück die Inspiration für diesen Roman bekam.